# Kyōhō

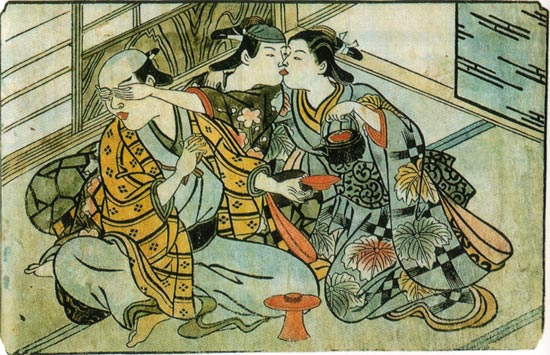
Målning av Nishikawa Sukenobu från Kyōhōperioden.

Kyōhō (japanska: 享保?, Kyōhō; Även Kyōho), 22 juni 1716–28 april 1736, är en period i den japanska tideräkningen. Perioden inleddes för att hedra den avlidne shogunen Tokugawa Ietsugu. Perioden överlappar kejsare Nakamikados och kejsare Sakuramachis regeringstider.
Periodens namn kommer från ett citat ur Zhoushu, ett av "de 24 historieverken" i kinesisk litteratur.
Under perioden genomför shogunatet de så kallade Kyōhōreformerna (japanska: 享保の改革?, Kyōhō-no-kaikaku), en serie ekonomiska reformer med det huvudsakliga syftet att få ordning på statens finanser. Samtidigt infördes en rad nya lagar, som bland annat skärpte importförbudet mot utländsk litteratur.
Perioden har också gett namn åt Kyōhōsvälten sommaren år Kyōhō 1732 då 12 000 beräknas ha dött. Bristen på ris under Kyōhōsvälten sägs ha varit orsaken till att sötpotatisodlingen tog fart i Japan vid den här tiden.